# Papamosques menut
El papamosques menut
(Ficedula parva) és una espècie d'ocell de la família dels muscicàpids (Muscicapidae) que cria en boscos poc densos d'Europa oriental, des del sud d'Escandinàvia, Alemanya i Suïssa cap a l'est fins als Urals i el nord de l'Iran. En hivern es pot observar a l'Índia. Ocasional als Països Catalans. El seu estat de conservació es considera de risc mínim.